# Beaumont-en-Cambrésis
Beaumont-en-Cambrésis ist eine französische Gemeinde mit 457 Einwohnern (Stand: 1. Januar 2022) im Département Nord in der Region Hauts-de-France. Sie gehört zum Arrondissement Cambrai und ist Mitglied im Gemeindeverband Communauté d’agglomération du Caudrésis et du Catésis. Die Bewohner nennen sich Beaumontois und Beaumontoises.

## Geografie
Die Gemeinde Beaumont-en-Cambrésis liegt 17 Kilometer südöstlich von Cambrai. Sie grenzt im Norden an Viesly, im Osten an Inchy, im Süden an Troisvilles, im Westen an Caudry und im Nordwesten an Béthencourt. Das Siedlungsgebiet liegt auf ca. 70 m über Meereshöhe.

## Bevölkerungsentwicklung
| Jahr                       | 1962 | 1968 | 1975 | 1982 | 1990 | 1999 | 2008 | 2013 | 2020 |
| Einwohner                  | 671  | 626  | 559  | 518  | 500  | 422  | 465  | 473  | 447  |
| Quellen: Cassini und INSEE |      |      |      |      |      |      |      |      |      |

## Sehenswürdigkeiten
- Kirche Saint-Laurent mit einem Turm aus dem 15. Jahrhundert
- Vormaliges Gasthaus, erbaut 1827

|  |  |